# Dursztyn
Dursztyn is een plaats in het Poolse district Nowotarski, woiwodschap Klein-Polen. De plaats maakt deel uit van de gemeente Nowy Targ en telt 400 inwoners.